# 盖德瓦里·伊姆赖
盖德瓦里·伊姆赖（匈牙利語：Gedővári Imre，1951年7月1日—2014年5月22日），生于布达佩斯，匈牙利男子击剑运动员。他曾参加1976年、1980年和1988年三届夏季奥运会，共收获一枚金牌和两枚铜牌。